# Cofradía de la Exaltación de la Santa Cruz y Nuestra Señora de los Dolores (Valladolid)
La Cofradía de la Exaltación de la Santa Cruz y Nuestra Señora de los Dolores es una de las 20 cofradías que existen, en la actualidad, en la Semana Santa de Valladolid.

## Historia

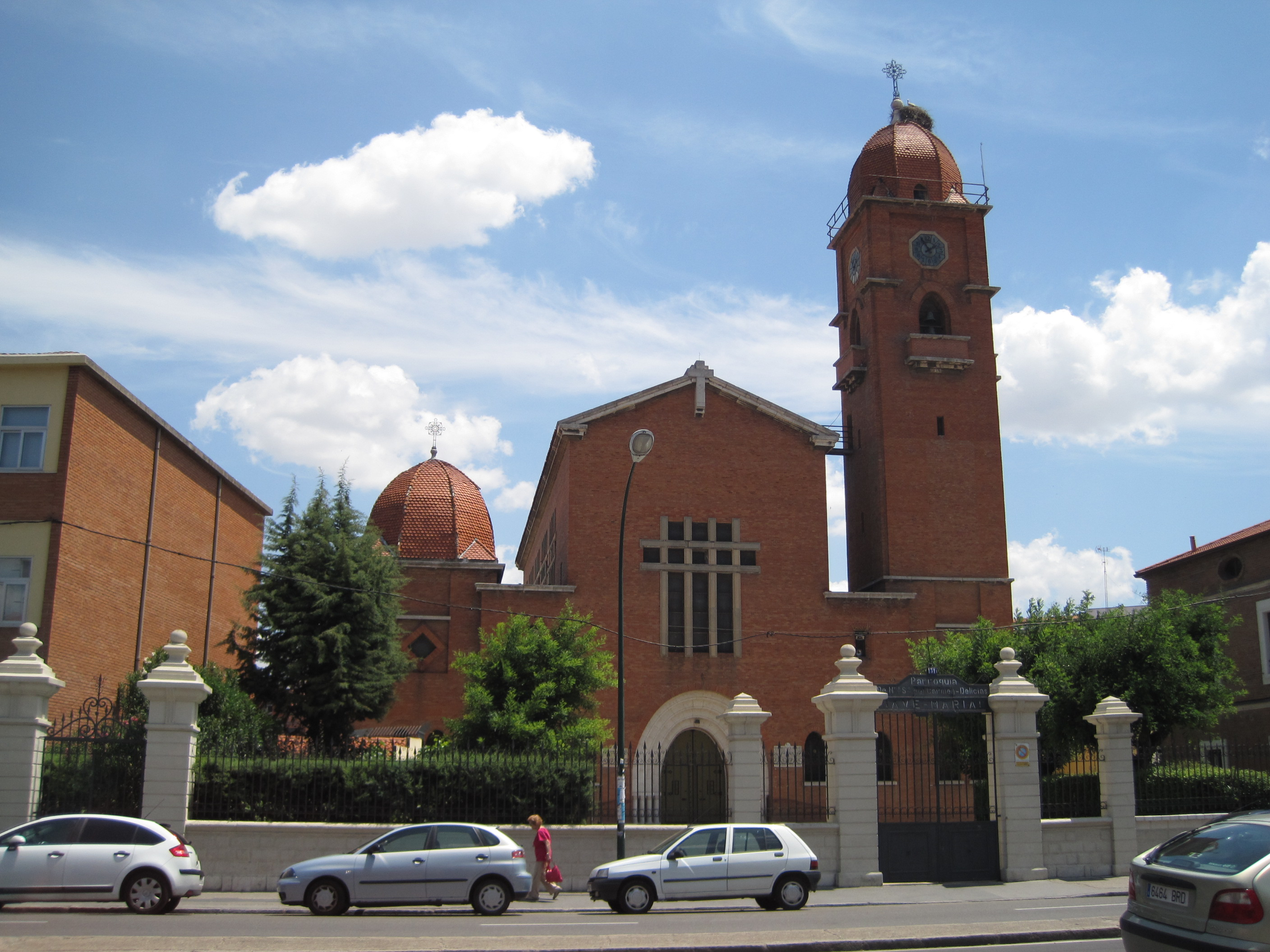
Iglesia de Nuestra Señora del Carmen, sede de la cofradía.

En 1938 los miembros de la Hermandad Ferroviaria de la Sagrada Familia comenzaron a acompañar en la Procesión General de Viernes Santo el paso denominado Sitio (Gregorio Fernández, 1612-1616), hoy conocido como Sed tengo y que se conserva en el Museo Nacional de Escultura. Seis años después, el Arzobispo Antonio García y García decidió asignar este paso a la Cofradía de las Siete Palabras y animar a los ferroviarios a formar en el seno de la Hermandad de la Sagrada Familia una cofradía de Semana Santa propiamente dicha que vistiera hábito penitencial y que alumbrara el paso de La Elevación de la Cruz, encargado por la Cofradía Penitencial de la Sagrada Pasión de Cristo a Francisco de Rincón en 1604, de la cual es propiedad, y que se encuentra depositado en el Museo Nacional de Escultura.
Los ferroviarios atendieron la recomendación del Arzobispo y redactaron unos Estatutos. El 18 de marzo de 1944 fue expedida la autorización arzobispal, quedando constituida como de la Exaltación de la Cruz y teniendo como sede la iglesia de Nuestra Señora del Carmen, en el barrio de Las Delicias. Su primera Junta General, celebrada días más tarde, contó con veintitrés cofrades fundadores.
La Cofradía quedó acogida como filial de la Hermandad de Ferroviarios y la fabricación de hachones, carroza, banderines, cruces e instalación del alumbrado del paso y de baterías fueron cesión de los talleres de RENFE. Los primeros hachones fueron eléctricos, siendo sustituidos en 1952 por unos de petróleo cuyo humo asemejaba al producido por las locomotoras de carbón, constituyendo una novedad en la Semana Santa vallisoletana.
Además de participar en la Procesión General de Viernes Santo, entre 1947 y 1952 celebró un Vía Crucis por el barrio de Las Delicias en la tarde de Martes Santo, portando a hombros al Cristo de la Buena Muerte, venerado en la iglesia del Carmen. En 1951 se creó, para la tarde del Jueves Santo y junto a las Cofradías del Descendimiento y del Santo Cristo del Despojo, la Procesión de Nuestra Señora de la Amargura, donde alumbró su paso titular. Inicialmente su recorrido fue por el barrio de las Delibes, trasladándose en los años ochenta al centro de la ciudad. En 2015 cambió su nombre por de la Amargura de Cristo y salió a la calle por última vez en 2019. En el año 2000 la cofradía había sustituido el paso titular por la recién tallada imagen del Santísimo Cristo de la Exaltación, dadas las dificultades de hacer un recorrido tan largo con un conjunto escultórico de grandes dimensiones, quedando éste reservado para la Procesión General.
En 1994, coincidiendo con el cincuentenario de su fundación, la cofradía se fusionó con la Asociación Parroquial de Nuestra Señora de los Dolores y Soledad, existente también en la iglesia del Carmen, modificando su denominación y retomando aquél originario Vía Crucis, ahora en la noche del Viernes de Dolores, alumbrando las imágenes del Cristo de la Buena Muerte y Nuestra Señora de los Dolores.
Tras la reforma procesional llevada a cabo por el Obispo Auxiliar de Valladolid Luis Argüello, la cofradía realiza Estación de Penitencia en la Catedral en la tarde de Jueves Santo

## Imágenes

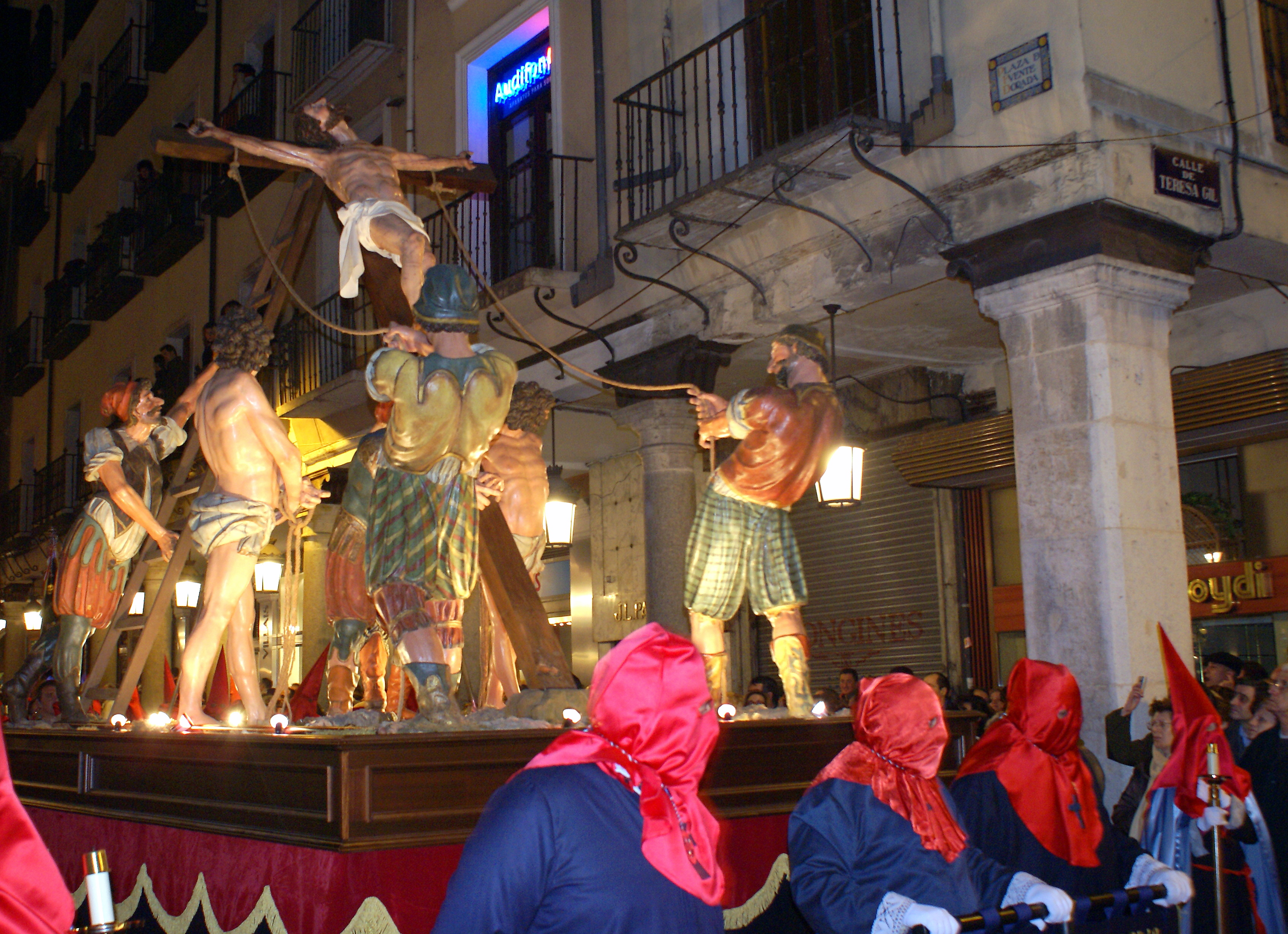
La Elevación de la Cruz, durante la Procesión General de la Sagrada Pasión del Redentor.

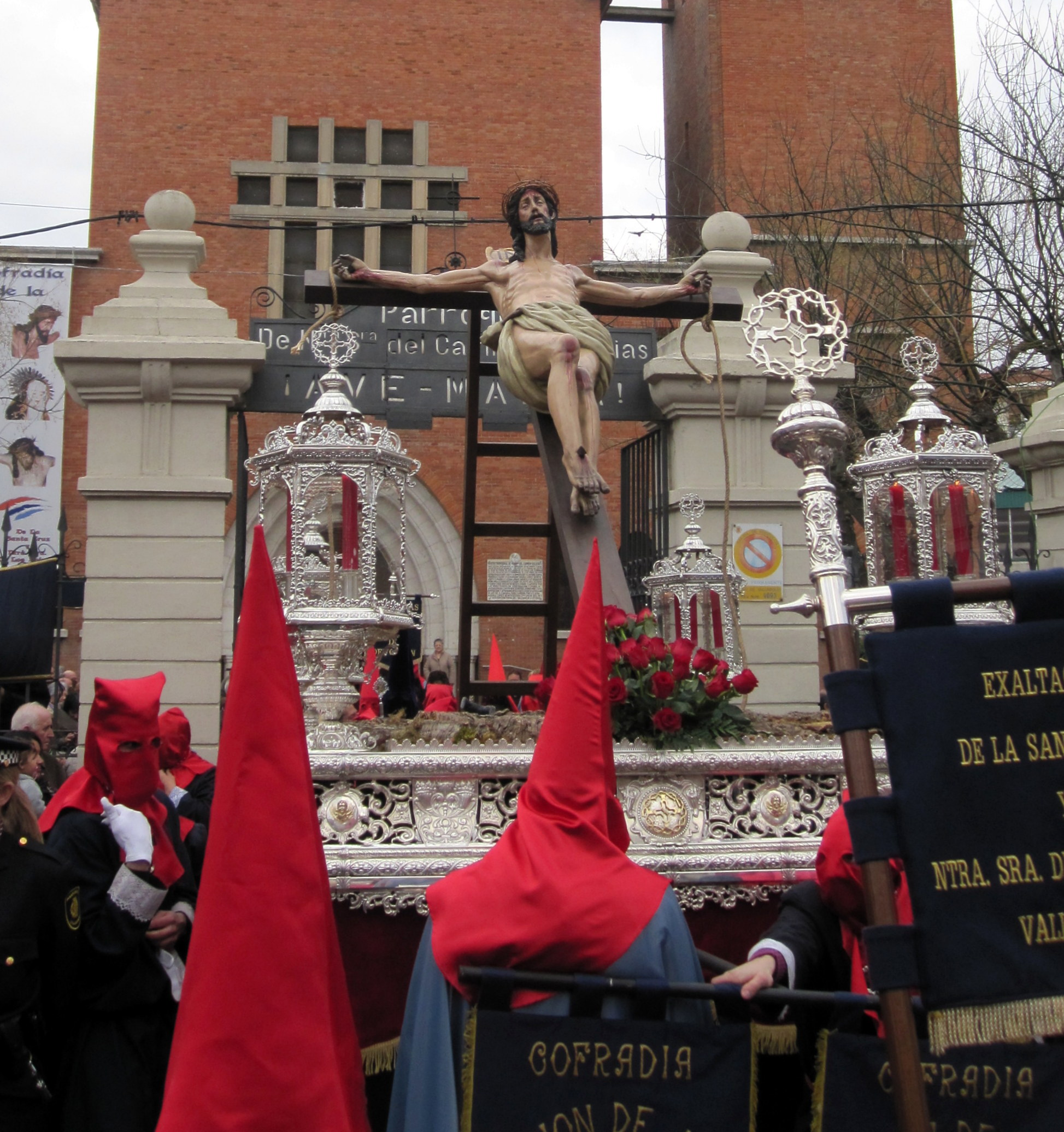
El Santísimo Cristo de la Exaltación saliendo de la iglesia de Nuestra Señora del Carmen.

#### La Elevación de la Cruz
Es obra de Francisco de Rincón (1604). Los dos ladrones fueron añadidos por Francisco Díaz de Tudanca (1657). Se encuentra expuesta en el Museo Nacional de Escultura. Conocida originalmente como paso del Levantamiento, es obra pionera de la Semana Santa vallisoletana, por ser la primera escena procesional realizada íntegramente en madera policromada, frente a las antiguas imágenes de papelón.
Fue encargado por la Cofradía de la Pasión por 1200 reales, y en él pudo participar Gregorio Fernández, pues en aquél momento era oficial del taller de Rincón. Se cree que éste se inspiró en un dibujo de Antonio del Castillo. El paso provocó tal entusiasmo que Lucas Sanz de Torrecilla hizo una copia para Palencia. En el siglo XIX se perdió la pista del Cristo original, por lo que fue reemplazo por el Cristo del Calvario de la Cofradía de la Pasión, hasta que en 1995 fue descubierto por Luis Luna Moreno en el iglesia del convento de San Quirce y Santa Julita, donde era venerado como el Buen Ladrón.

#### Santísimo Cristo de la Buena Muerte
Es un anónimo vallisoletano realizado a finales del siglo XVI, probablemente por un seguidor de Alonso Berruguete, de tamaño ligeramente inferior al natural. Procedente de la iglesia de San Antón, a la desaparición de ésta la imagen pasó a la iglesia del Carmen, donde actualmente preside el altar mayor.

#### Nuestra Señora de los Dolores
Se trata de una Virgen dolorosa de vestir, actualmente en una de las capillas de la iglesia del Carmen. Tradicionalmente ha sido atribuida al taller vallisoletano, hacia 1600, y se la ha identificado como la imagen que con la misma advocación poseyó la cofradía de la Piedad y que encargó a Pedro Gómez de Osorio. Modernamente se ha apuntado que en realidad pudiera proceder de la antigua iglesia de San Esteban, hoy Basílica Nacional de la Gran Promesa y que su datación fuese posterior, en torno a 1715-1740 y vinculada a Pedro de Ávila, por la semejanza de facciones con otras dolorosas de su autoría, como la de vestir conservada en la iglesia del Salvador o la tallada en madera policromada de la iglesia de Santiago.

#### Santísimo Cristo de la Exaltación
Realizado en 1999 por Francisco Fernández Enríquez y su hijo, Rubén Fernández Parra, parte de la aspiración de la cofradía de tener una imagen en propiedad. Se encuentra expuesta en el baptisterio de la iglesia del Carmen.

## Procesiones

#### Vía Crucis de la Exaltación de la Cruz y Nuestra Señora de los Dolores
La configuración de esta procesión, con ligeras variaciones, data de 1994, como consecuencia de la fusión de la cofradía con la Asociación Parroquial de Nuestra Señora de los Dolores y Soledad, y es heredera de aquél Vía Crucis que la cofradía realizó entre 1947 y 1952 la tarde del Martes Santo. Tiene lugar a las 22 horas del Viernes de Dolores, portando a hombros las dos imágenes parroquiales del Cristo de la Buena Muerte y Nuestra Señora de los Dolores por el barrio de las Delicias. Desde su restauración y hasta los inicios del siglo XXI, fue la encargada de abrir los desfiles procesionales de Valladolid.
En los primeros años de la década del dos mil, esta procesión contó con la participación de la Legión, pero un cambio de Directiva motivó su supresión, haciéndose eco de las opiniones que consideraban que su presencia no encajaba en el estilo procesional de Valladolid.

#### Procesión de la Exaltación de la Luz de Cristo
Esta procesión fue creada en 2020, en el contexto de la reforma procesional propuesta por el Obispo Auxiliar de Valladolid Luis Argüello, como consecuencia de la desaparición de la procesión de la Amargura de Cristo, en la que venía participando la cofradía. A las 18:45 del Jueves Santo, se dirige a la Catedral para realizar Estación de Penitencia, portando el Santísimo Cristo de la Exaltación y Nuestra Señora de los Dolores. A su regreso, realiza una ofrenda a la Virgen de la Vulnerata en el Real Colegio de San Albano.

#### Procesión General de la Sagrada Pasión del Redentor
El Viernes Santo a las 19:30, la cofradía alumbra su paso titular, La Elevación de la Cruz.